# Brookford
Brookford är en kommun (town) i Catawba County i North Carolina. Vid 2020 års folkräkning hade Brookford 442 invånare.